# José Canella Filho
José Canella Filho, mais conhecido como Juca Canella ou Zé Canella (São Manuel, 1897 - 15 de Dezembro de 1942- São Paulo) foi um pintor, professor, desenhista e estudioso da Zootecnia. Estima-se que José Canella tenha produzido em vida mais de mil quadros de autoridades, paisagens e natureza morta espalhados pelos museus de todo o mundo.Foi artista participante no 8º Salão Paulista de Belas Artes em 1942. Uma de suas obras integra o livro "A cidade-exposição: comércio e cosmopolitismo em São Paulo" e é parte integrante do Acervo do Museu Paulista da USP. O artista São Manuelense possui também um acervo no Museu de São Manuel o qual reúne recortes de jornais que atestam seu reconhecimento. 

## Biografia

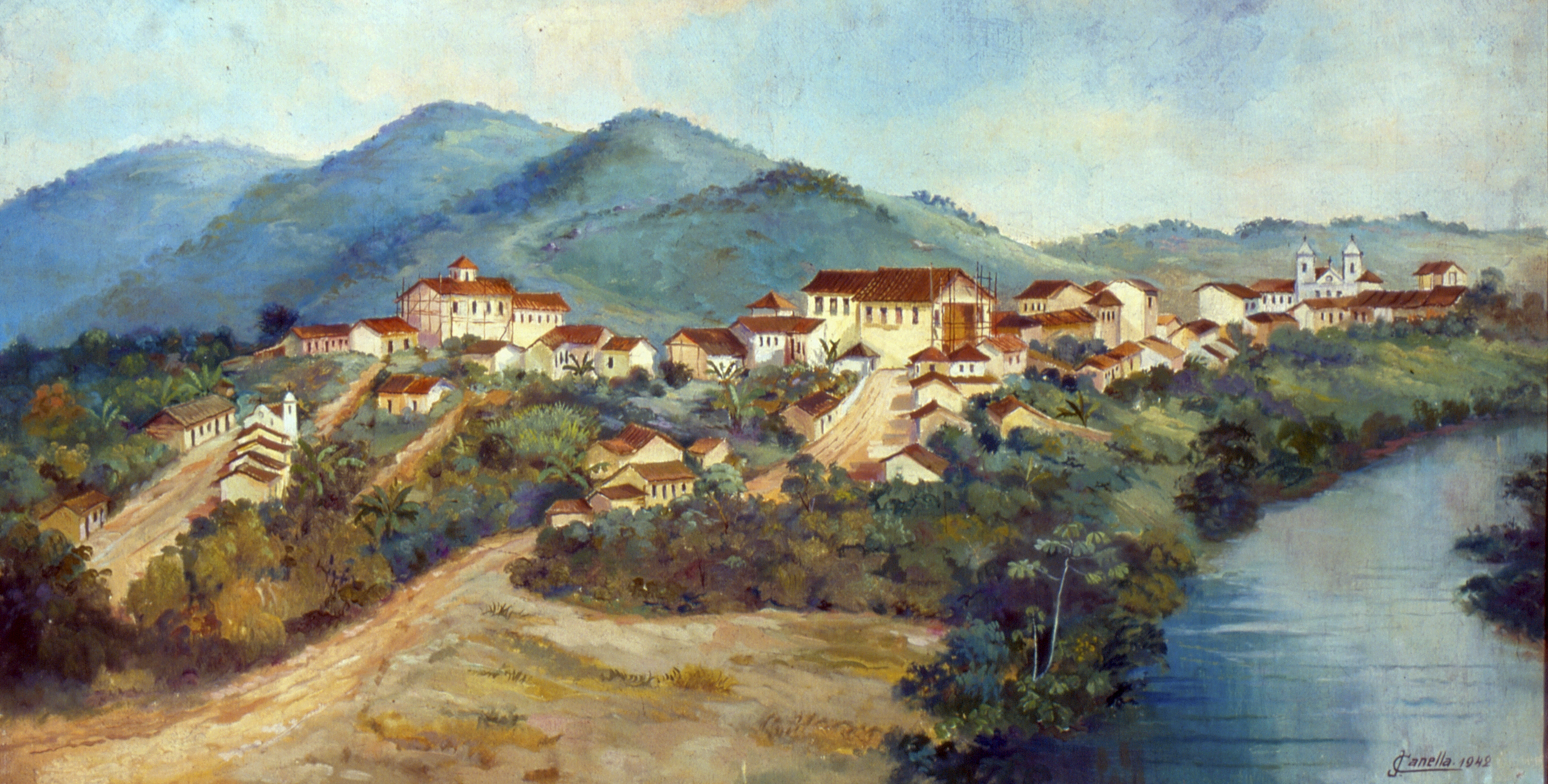
Vista de Guaratinguetá, 1835, Acervo do Museu Paulista da USP

José Canella Filho nasceu em São Manuel no ano de 1987. Iniciou o estudo na arte da pintura como autodidata, tendo nunca tido aulas. O artista ficou conhecido por já apresentar vocação artística que posteriormente foi aprimorada com esforço próprio.
Juca era filhos de pais italianos e casou-se com Edwiges Beltramini e tiveram duas filhas: Odette Canella Ruiz e Anna Canella Coque. A família estabeleceu-se em Barra Bonita, no Estado de São Paulo. O artista é avô de Cecília e Carla Inês, filhas de Odette Canella Ruiz com Wilson Ruiz Fernandes e também de Maria Edvirges, filha de Anna Canella com Eurico Coque. O Jornal O Tempo, periódico de São Manuel conta em sua edição de junho de 1965 que o Senador da República Benedito Canella é parte integrante da tradicional família Canella, a mesma do pintor José Filho.
Em 1941, em decorrência de sua predileção a assuntos ligados a História Natural, tornou-se funcionário efetivo do Departamento de Zoologia na Divisão de Indústria Animal na Secretária de Agricultura do Estado de São Paulo. Sua efetivação foi solicitada através de Agenor Couto de Magalhães, sob justificativa de que Juca Canella apresentava memorável desempenho em suas atividades, conquistando admiração de seus companheiros de trabalho. A aprovação da solicitação foi deferida pelo Dr. Miguel Coutinho. José Canella havia ficado nos dois anos anteriores como funcionário comissionado do Departamento.
Posteriormente foi contratado pelo Departamento de Zoologia do Museu Histórico do Ipiranga por indicação do chefe da 5a. Secção do Dep.Ind.Animal de Caça e Pesca, sob justificativa de José Canella possuir aptidões como pintor e desenhista.
Começou o exercício da profissão como pintor por volta de 1935 já recebendo louros da crítica de arte dos jornais do Brasil, permaneceu no ofício até o ano de sua morte. Foi documentado que Juca Canella tinha como grande inspiração na pintura os rios de São Manuel.

## Exposições
Teatro São Pedro (Jaú) - 1935
O próprio pintor, Juca Canella, divulgou na imprensa a abertura de sua exposição de arte na cidade de Jaú. José compareceu a redação do Jornal de Notícias- Diário Matutino junto de seu amigo Izaldino Santana. Os trabalhos do artista foram posteriormente considerados pela publicação como magníficos.
Livraria Teixeira (São Paulo) - 1936
Ainda no início da profissão, José Canella já colhia louros pelo seu trabalho, a exposição na capital paulista rendeu ao pintor os seguintes comentários da crítica de arte: "Expõe algumas paisagens, natureza morta e figura. Nas paisagens já se percebe a noção exata do colorido. Em algumas das naturezas mortas e na figura de um preto, Canella põe em prova todo o seu talento. Procura conscientemente, transladar para a tela todo o seu talento. Há expressão de vida". (sic). O excerto foi publicado pelo jornal O Tempo na edição de maio de 1936.
Club Recreativo (São Manuel) - 1936
Foram expostas mais de 30 telas da autoria de José Canella Filho, considerada a segunda parte da sua exposição previamente realizada na capital paulista e a primeira aberta pelo artista em sua cidade natal. O jornal O Liberal saudou Juca Canella por realizar o evento mesmo sem visar sucesso financeiro na pequena cidade e conclamou os habitantes a acompanharem o evento, considerado como magnífico. Após o conclame, a publicação noticiou o sucesso da exposição e o surpreendente retorno financeiro.
Salão do Clube 7 (Catanduva) -1937
Mais de 40 telas de José Canella foram colocadas para apreciação pública em junho de 1937. O pintor sãomuelense, em carta publicada considerou a cidade como bela e progressista incluindo-a por esses motivos em sua trajetória de artista sonhador e boêmio, como definido por ele. A publicação local -A Cidade- enviou o jornalista e crítico José F. Rangel que em sua coluna revelou grande admiração pelo trabalho exposto, classificando-as como primorosas jóias artísticas.
(Botucatu)- 1937
Em agosto de 1937 foram expostas em Botucatu pelo artista José Canella Filho obras de arte de sua autoria, as quais foram altamente apreciadas pela crítica local e despertaram admiração e interesse dos presentes.
8º Salão Paulista de Belas Artes (São Paulo)- 1942
Na Galeria Prestes Maia, na capital do Estado de São Paulo, juntamente com mais 149 artistas, José Canella Filho expôs um único trabalho. A obra fora descrita pelo colunista de arte, José Ferreira: "É uma cabeça de preto fumando cachimbo, expressão alegre, bem cuidado no desenho e colorido, até mesmo de detalhes. É um dos belos quadros do salão." (sic)
Rua 1º de Agosto (Bauru)- 1937
Por volta de 42 telas feitas por Zé Canella foram expostas na cidade de Bauru. O jornal- Folha do Povo- documentou que os quadros foram recebidos com grande admiração pelos apreciadores deste gênero da arte.
Museu Padre Manuel da Nóbrega (São Manuel) - 1982 (póstuma)
Houve uma exposição póstuma em homenagem a José Canella em sua cidade natal, no dia de 19 de junho de 1982, em comemoração das festividades do Dia da Cidade. O evento foi organizado pela gestão do Prefeito Geraldo Pereira de Barros Filho. A iniciativa foi tomada pela filha do pintor, Odete Canella Filho e seu esposo Wilson Ruiz Fernandes. O jornalista Luis Sicchiera documenta em publicação desconhecida que a iniciativa foi muito aplaudida em decorrência das elevadas qualidades cívicas e artísticas do imortal vulto sãomanuelense. Luis ainda denomina Juca Canella como mestre dos traços e das tintas e finaliza ao contar o sucesso de alto interesse despertado pela exposição.

## Análise

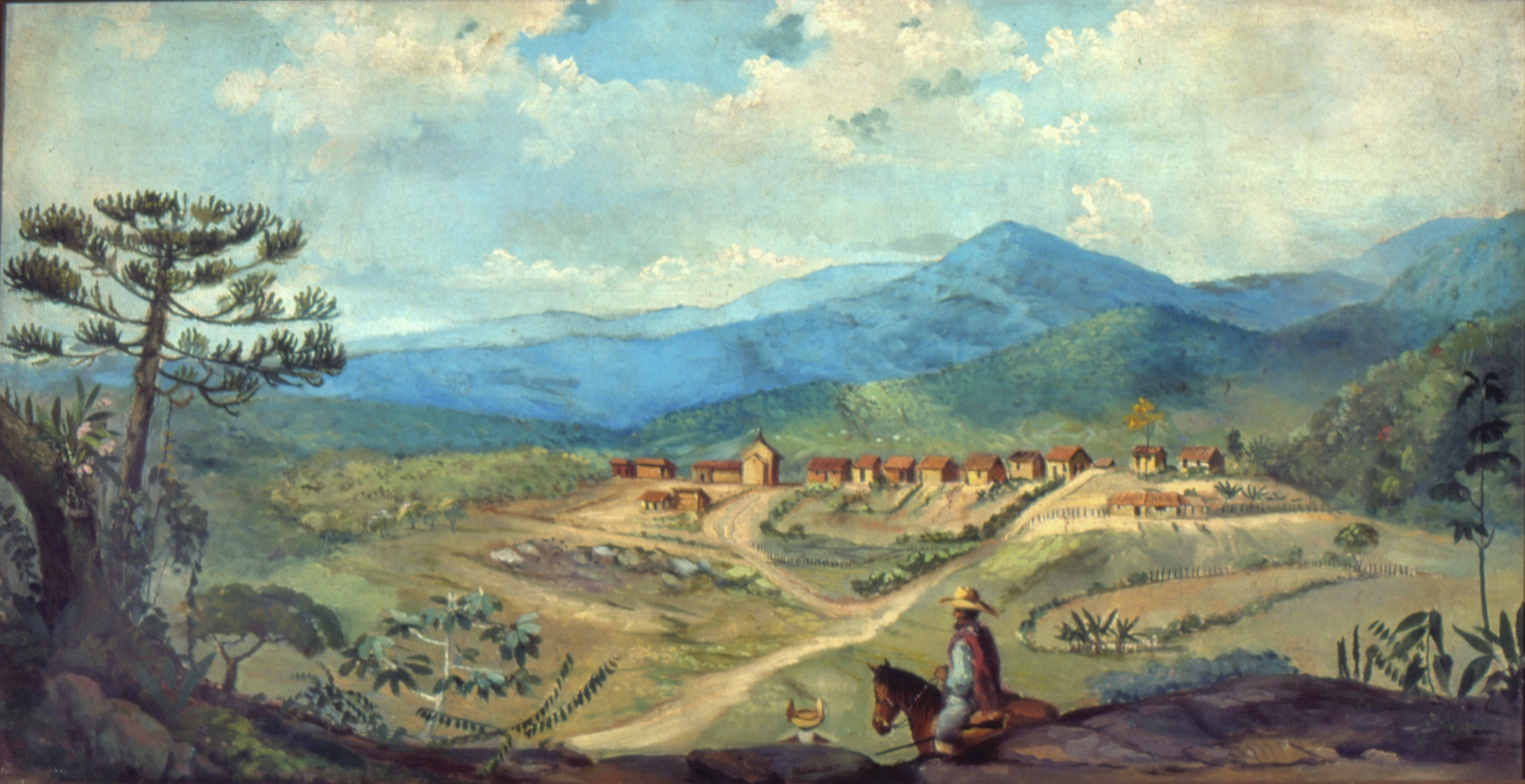
Pindamonhangaba, 1827, Acervo do Museu Paulista da USP

José Canella, também referido na época como o poeta da cor foi reconhecido por diversas vezes pela crítica especializada a qual tecia as seguintes considerações de sua técnica: vivacidade dos movimentos, harmonia das linhas, delicadeza do colorido e profunda descrição das figura humana. Tal avaliação foi feita pelo jornalista e colunista Américo Ragazzi.
José F Rangel, crítico de arte, atentou para o grande sentimento de brasilidade expresso no trabalho de Zé Canella, chamou atenção também para a felicidade e perícia com que representa os diversos gêneros, mas classificou seu melhor trabalho como a natureza morta, chamando-o de inigualável. As tintas limpas e técnicas perfeitas também foram destacados pelo crítico.
O professor de pintura, Attilio Innocenti, descreveu a técnica de José Canella como impecável ao afirmar que o mesmo foge dos tons e lances-chapa tradicionais, concedendo as obras volumes desapegados e de profundidade horizontal totalmente opostas ao modelo de arte estacionária.
Sousa Ferraz, jornalista do Jornal De Notícias- Diário Matutino publicou na edição de Fevereiro de 1936 uma crônica, chamada a Casa do Compadre, na qual opina sobre o trabalho de José Canella. Em início, parabeniza o pintor pela não existência do domínio do azul uma cor em suas obras, citando a predominância do verde, o que insinua o tom característico do sertão brasileiro. A crônica chama atenção também para a característica do artista de projetar em suas telas uma semi tristeza e a superfluidade de mitos em detrimento da tradicional arte gótica.
A Folha de Botucatu em artigo não assinado publicou impressões sobre o trabalho do pintor, atribuindo a ele a qualidade de mãos de mestre, criadoras de ambientes com bem estar espiritual fazendo uso do colorido e da forma com naturalidade sem prejudicar a sobriedade do conjunto, afastando-se do artificialismo e da imitação. A arte de Juca Canella foi definida como a exteriorização da sensibilidade e da personalidade de sua alma. Dentre as diversas obras vistas, a natureza morta é também na opinião do jornal o melhor trabalho indiscutivelmente.

## Obras

### Retratos
- Dr. Adhemar de Barros[15]
- Professor Carlos Bon: A pintura fora encomendada pelo Comendador Pereira Ignacio e encontra-se exposta na Casa Ricchetti. O retrato a óleo é descrito pela crítica do jornal O Liberal (Fevereiro de 1937) como perfeito ao retratar de esplendorosa maneira a fisionomia expressiva do educador.[19]
- Conde Matarazzo: O retrato a óleo foi vendido em 1937 por intermédio do Sr. Eugenio Sarraceni do Departamento de Indústria Animal, o qual descreve a obra como perfeita reprodução.[20]
- Manoel Rodrigues Simão: O retrato encontra-se exposto na fazenda Simão e retrata o sertanista, fazendeiro e proprietário em sua atividade de caça.[16]
- Irmã Theodora Voironi: A obra foi exposta em Jaú, na Casa Allemã. O jornal local - Commercio- classificou-a como excelente reprodução.[21]
- Príncipe Humberto de Savoia: O Príncipe foi herdeiro da coroa da Itália e patrono da Sociedade Italiana local e recebeu em sua homenagem a confecção de um óleo sobre tela, autoria de José Canella Filho, exposto na sede da Sociedade Italiana em Barra Bonita. A corporação reconhece a arte como brilhantemente executada.[22]
- Monsenhor Albino Vigario: A obra está exposta em Catanduva no Hospital Padre Albino. O jornal -A Cidade- definiu a pintura como um verdadeiro lavor artístico trabalhado com maestria e esmero na técnica do colorido e na justeza da fidelidade de expressão.[23]
- Dr. José Alves Nunes: O retrato está exposto na Companhia Paulista de Força e Luz em Bauru. O jornal -Folha do Povo- em sua edição de novembro de 1937 definiu o óleo sobre tela como resultado de profundo conhecimento da arte do pincel e do raro zelo. A publicação descreve ainda a obra como produzida por pinceladas claras e uniformes, sem borrões.[13]
- General Couto e Magalhães: O retrato encontra-se exposto no Centro Escolar "Couto de Magalhães". Foi documentado que inauguração da obra em homenagem ao sertanista e tupinólogo patrício, General Couto e Magalhães, recebeu demorada salva de palmas.[24]
- João Abilho Gomes: A obra está exposta na Casa Ricchetti em São Manuel e foi encomendada como homenagem ao Presidente do diretório local da Escola Profissional e Agriecia.[25]
- Cândido Mariano da Silva Rondon: José Canella reproduziu um óleo sobre tela da foto histórica "Rondon junto a um marco verde, barra com o Guaporé". A obra está em posse da Sociedade Geográfica Brasileira.[26]

## Morte
José Canella Filho faleceu às 12 horas da manhã em 15 de Dezembro de 1942 no Hospital Cruz Azul em São Paulo, assistido por familiares e amigos. É documentado que o artista estava com a saúde debilitada em seus últimos anos e ansiava por retornar a sua cidade natal, São Manuel no esforço de recuperar-se das enfermidades. Conforme conta o colunista Armando Comenale na edição de Dezembro de 1942 do jornal "O liberal de São Manuel", José morreu em paz observando a natureza pela janela do quarto de hospital. Em sua lápide consta o seguinte inscrito: 'Oh, Juca, como última homenagem , depositamos uma linda flor que jamais murchará e jamais perderá seu perfume, porque brotada do coração de todos os que, aqui deixastes: - a flor da saudade."